# 壯體米氏鰕鱂
壯體米氏鰕鱂，為輻鰭魚綱鯉齒目鰕鱂亞目溪鱂科的其中一種，為熱帶淡水魚，分布於中美洲墨西哥Papaloapan及Coatzacoalcos河流域，體長可達6公分，棲息在底中層水域，生活習性不明。

## 擴展閱讀
維基物種上的相關：壯體米氏鰕鱂